# Госпиталь ТГУ (станция метро)
«Госпиталь ТГУ» («Госпиталь Тайваньского Государственного Университета») (англ. NTU Hospital (National Taiwan University Hospital); кит. 台大醫院) — станция линии Даньшуй Тайбэйского метрополитена. Станция была открыта 24 декабря 1998 года в составе участка «Тайбэйский вокзал» — «Наньшицзяо». Расположена между станциями «Тайбэйский вокзал» и «Мемориальный зал Чан Кайши». Находится на территории района Чжунчжэн в Тайбэе. 6 ноября 2015 года на станции были установлены автоматические платформенные ворота.

## Близлежащие достопримечательности
Недалеко от станции находятся Тайваньский музей и Мемориальный парк 228 (28 февраля).